# Acalyptris kizilkumi
Acalyptris kizilkumi is een vlinder van de familie van de dwergmineermotten (Nepticulidae), van de onderfamilie van de Nepticulinae. De wetenschappelijke naam van deze soort is voor het eerst voorgesteld als Microcalyptris kizilkumi door Mark Isaakovitsj Falkovitsj in een publicatie uit 1986.
De soort komt voor in Oezbekistan, Turkmenistan en Tadzjikistan.